# Pileanthus
Pileanthus es un género con 4 especies de arbustos,  pertenecientes a la familia Myrtaceae. Son endémicos del sudoeste de Australia.

## Descripción
Son arbustos perennes con aceites esenciales. Tienen hojas basales o terminales que alcanzan 40-150 cm de altura, xerófitas, las hojas son diminutas o muy pequeñas, opuestas, herbáceas o coriáceas, pecioladas o sésiles, aromáticas, simples, enteras, lineales, lanceoladas u oblongas. Las flores son hermafroditas se encuentran en inflorescencias de corimbos o terminales. El fruto no es carnoso.

## Taxonomía
El género fue descrito por Jacques Julien Houtton de La Billardière y publicado en Novae Holl. Pl. Spec. 2: 11. 1806.

## Especies
- Pileanthus filifolius
- Pileanthus limacis
- Pileanthus peduncularis
- Pileanthus vernicosus